# NGC 880
NGC 880 (również PGC 8805) – galaktyka spiralna (S/P), znajdująca się w gwiazdozbiorze Wieloryba. Odkrył ją Francis Leavenworth w 1886 roku.